# 이주연 (1987년)
이주연(李周姸, 1987년 3월 19일 ~ )은 대한민국의 전직 가수이자 배우로 걸그룹 애프터스쿨의 전 멤버이다.

## 학력
- 상명여자고등학교 (졸업)
- 동덕여자대학교 방송연예과 (학사)

## 경력

### 데뷔 전
- 구혜선, 박한별과 같이 5대 얼짱 출신으로 데뷔 전 CF, 연기 등 다방면에서 활동하였다.[2] 또한 다음에서 진행된 얼짱 투표에서 당대 최고의 얼짱이었던 박한별, 구혜선, 남상미 등을 제치고 1위에 오른 바 있다.[3]

### 데뷔 후
- 2008년 애프터스쿨에 영입되어 2009년 1월 첫 번째 싱글 "NEW SCHOOLGIRL"로 데뷔하였다. 애프터스쿨 외에 개인 활동은 거의 없었다.
- 2010년 KBS의 《청춘불패》에서 고정 멤버로 출연하게 됐다. 같은 해, KBS1 드라마 《웃어라 동해야》에서 쌍둥이 엄마 윤새영 역할을 맡아 연기 데뷔를 하였다.
- 2014년 12월 31일 소속사와의 계약이 만료되어, 이듬해 1월 1일 애프터스쿨에서 졸업하였다.[4]
- 2015년 1월 19일 더 좋은 이엔티로 이적하였다.
- 2018년 2월 미스틱 엔터테인먼트와 전속계약하였다.

## 출연 작품

### 드라마
- 2010년 KBS1 《웃어라 동해야》 - 윤새영 역
- 2012년 SBS 《도롱뇽도사와 그림자 조작단》 - 시라 역
- 2012년 tvN 《응답하라 1997》 - 이주연 역 (특별출연)
- 2012년 KBS2 《전우치》 - 은우 역
- 2013년 Mnet 《몬스타》 - 아리 역
- 2013년 tvN 《응답하라 1994》 - 이주연 역 (특별출연)
- 2014년 MBC 《개과천선》 - 이미리 역
- 2014년 MBC 《호텔킹》 - 채원 역
- 2016년 JTBC 《판타스틱》 - 여배우 역
- 2016년 tvN 《안투라지》 - 이주연 역
- 2016년 웹드라마 《불멸의 여신》 - 수정 역
- 2016년 Daum tv팟 《더 페이스테일 시즌1: 신대리야》 - 신대리 역
- 2017년 SBS 《사임당, 빛의 일기》 - 정순옹주 역
- 2017년 MBC 《별별 며느리》 - 황금별 역
- 2018년 SBS 《훈남정음》 - 수지 역
- 2018년 iHQ DRAMA & MBN 《마성의 기쁨》 - 이하임 역
- 2020년 SBS 《하이에나》 - 서정화 역
- 2022년 디즈니+ 《키스 식스 센스》 - 오지영 역

### 영화
- 2007년 《동갑내기 과외하기 레슨 2》 - 아즈미 역
- 2011년 《화이트: 저주의 멜로디》 - (카메오)
- 2015년 《미안해 사랑해 고마워》 - 정혜미 역
- 2017년 《더 킹》 - 차미련 역
- 2017년 《특별시민》 - 매력녀 역
- 2022년 《불멸의 여신》 - 수정 역
- 2022년 《오! 마이 고스트》 - 세아 역

### 예능
- 2009: KBS2 《스타 골든벨》 - 출연
- 2010: KBS2 《청춘불패》 - 출연
- 2012: MBC MUSIC 《그 여자 작사 그 남자 작곡 시즌2》 - 출연
- 2017: 패션N 《팔로우 미 8》 - 진행
- 2017: 패션N 《팔로우 미 8S》 - 진행
- 2018: SBS 《런닝맨》 - 416회 후반 2018년 9월 2일 - 417회 2018년 9월 9일 - 게스트 with 이엘리야, 이시아, 선미, 김지민, 바비, 승리, 비아이
- 2018 ~ 2019: SBS 《정글의 법칙 in 북마리아나》 - 출연 40기 2018년 12월 21일 - 2019년 1월 25일 (344회-348회)
- 2019: MBC 《황금어장 라디오스타》 - 607회 게스트
- 2024: 유튜브 《노빠꾸 탁재훈》- 2회 게스트

### 연극
- 2014년 맨 프롬 어스
- 2016년 서툰사람들

### 뮤직 비디오
- 2006년 토니안 - 《유츄프라카치아》
- 2009년 태군 - 《속았다》
- 2014년 태완 - 《굿모닝》

### 광고
- 2003년 동서식품 핫초코 미떼
- 2006년 스쿨룩스
- 2006년 해태제과 에이스크래커
- 2007년 엔프라니 '메이프레쉬' 론칭모델

### 화보
- 2009년 6월 디자인하우스 《 Men's Health Korea "애프터스쿨 여섯 디바의 칵테일 같은 매력" 》
- 2010년 3월 제이콘텐트리 《 InStyle Korea "WASTE NOT LOOK HOT" 》
- 2010년 4월 서울문화사 《 NYLON Korea "애프터스쿨의 주연 + 에뛰드하우스 = 나일론" 》
- 2010년 12월 허스트중앙 《 ELLE Korea "오디션장을 찾은 손담비와 애프터스쿨" 》
- 2011년 12월 제이콘텐트리 《 Ceci "Oh! Party Tonight" 》
- 2012년 3월 두산매거진 《 Vogue Girl Korea "보그걸과 함께 꿈을 먹고 자란 그들" 》
- 2012년 5월 가야미디어 《 Esquire Korea "Between Two Hearts" 》
- 2012년 8월 머니투데이 《 L'OFFICIEL HOMMES Korea "AFTERSCHOOL UP" 》
- 2012년 8월 허스트중앙 《 COSMOPOLITAN Korea "Girls, What's NEXT?" 》
- 2012년 9월 두산매거진 《 Vogue Girl Korea "DARK & SWEET" 》
- 2013년 2월 허스트중앙 《 COSMOPOLITAN Korea "FABULOUS PARTY" 》
- 2013년 7월 그라지아 《 GRAZIA Korea "Femme Fatale" 》
- 2013년 8월 코리아엔터테인먼트미디어 《 10+STAR "Marine Girls" 》
- 2013년 8월 디자인하우스 《 Men's Health Korea "쿨가이 김주영과 애프터스쿨의 미션 성공법" 》
- 2013년 9월 제이콘텐트리 《 SURE "TOUGH LOVE"》
- 2013년 11월 더북컴퍼니 《 Singles "DOUBLE LADY, 여자의 욕망 퍼를 더한 레이디룩" 》
- 2014년 2월 제이콘텐트리 《 InStyle Korea "Love is in the Air" 》
- 2014년 5월 가야미디어 《 Esquire Korea "자극을 원해요, 주연" 》
- 2014년 5월 디자인하우스 《 The Celebrity "ONE FINE DAY" 》
- 2014년 10월 지엠크리에이티브 《 it pouch "1960's hommage" 》

## 수상 및 후보
| 연도 | 시상식       | 부문                       | 작품        | 결과 |
| ---- | ------------ | -------------------------- | ----------- | ---- |
| 2017 | MBC 연기대상 | 여자 신인상                | 별별 며느리 | 후보 |
| 2017 | MBC 연기대상 | 연속극부문 여자 우수연기상 | 별별 며느리 | 후보 |